# Sauvagella robusta
Sauvagella robusta is een straalvinnige vissensoort uit de familie van de haringen (Clupeidae). De wetenschappelijke naam van de soort is voor het eerst geldig gepubliceerd in 2002 door Stiassny.